# 马科施卡州立公园
马科施卡州立公园（英語：Makoshika State Park）是一个自然保护区和公共娱乐区，位于蒙大拿州道森县格伦代夫的东南侧。州立公园包括了一些恶地，里面有恐龙化石和来自地獄溪層的岩石。它是蒙大拿州最大的州立公园，占地超过11000英亩（45 km²）。

## 历史
1939年道森县向蒙大拿州捐赠了最早的160英亩土地，这是该公园的起源。1953年，该县又捐赠了80英亩土地。在接下来的50年里，蒙大拿州从美国内政部土地管理局、道森县和私人土地所有者手中获得了更多的土地。

## 化石发现
在公园内和附近发现的恐龙化石包括三角龙和奇异龙。1991年出土了一个重达600磅的幼年雌性三角龙头骨，长5.5英尺。头骨陈列在公园的游客中心。1997年，由杰克·霍纳（Jack Horner）和鲍勃·哈蒙（Bob Harmon）领导的探险队发现了一块被认为是同类中最大、最完整的骨骼化石。

## 野生动物
公园内的野生动物包括红头美洲鹫、草原隼和金雕。

## 活动和设施
公园设有一个游客中心，里面有地质和化石展示。公园拥有风景优美的车道、自然小径、露营地、射箭区、圆形剧场和野餐设施。活动包括一年一度的“秃鹫日”（Buzzard Day）庆祝活动。